# Sipić

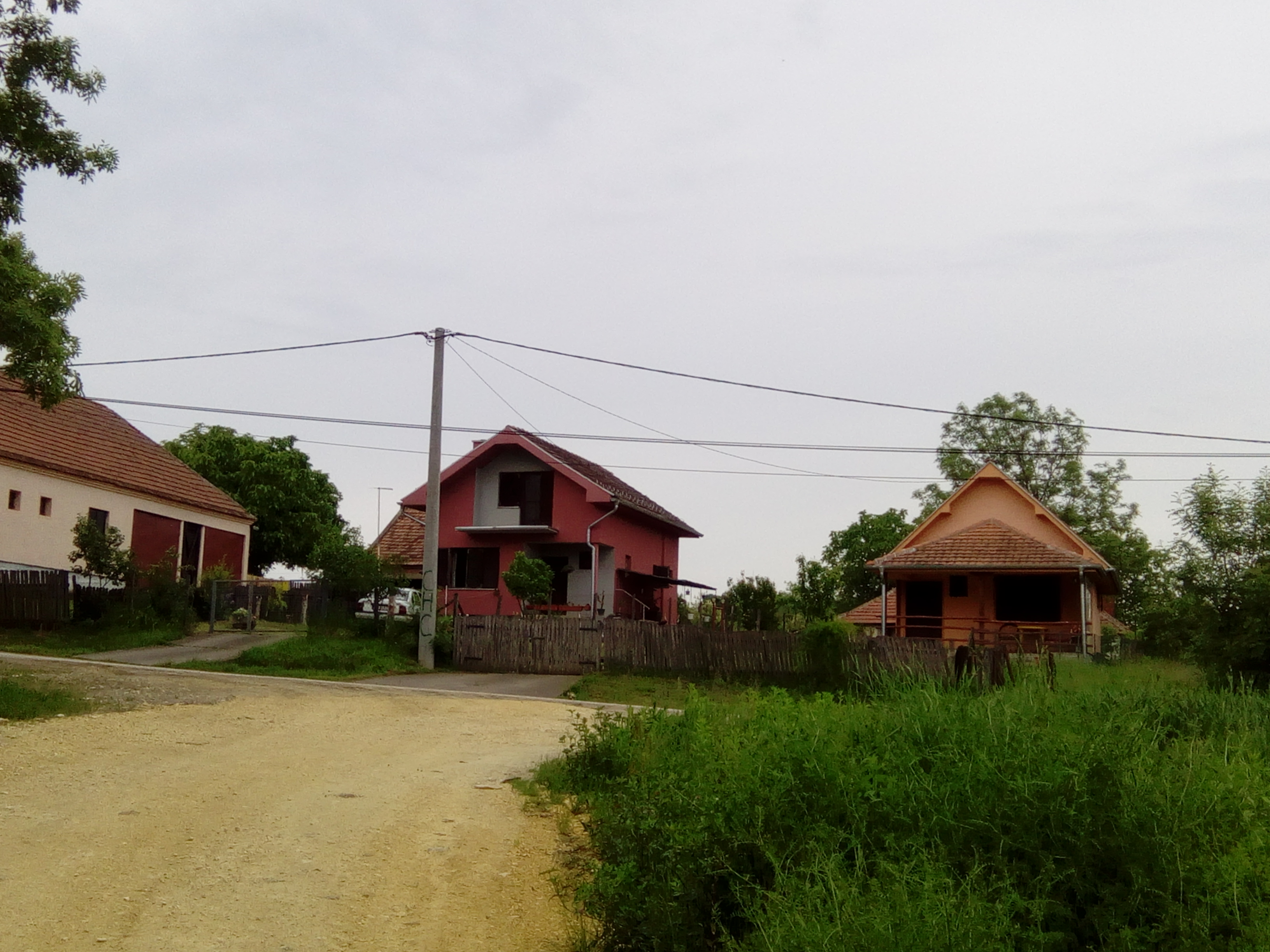
Sipic

Sipić ist ein Dorf in der Opština Rača im Okrug Šumadija in Serbien. Bei der Volkszählung in Serbien 2002 hatte der Ort 507 Einwohner (1991: 594 Einwohner). Der Ort liegt in einem Seitental der Rača, eines Nebenflusses der Morava, auf einer Höhe von etwa 240 m. i. J..
Koordinaten: 44° 10′ N, 20° 57′ O